# Daniela Klette
Daniela Klette (Karlsruhe, 5 november 1958) uit Duitsland wordt verdacht lid te zijn geweest van de zogenaamde derde generatie van de activistengroep Rote Armee Fraktion (RAF). In 2024 werd ze gearresteerd en in 2025 begon haar proces voor het Duitse gerecht.
Ze wordt verdacht van betrokkenheid bij een aanslag op de ambassade van de Verenigde Staten in Bonn, op 13 februari 1991, ten tijde van de Tweede Golfoorlog. Voorts wordt ze verdacht van een aanslag op de gevangenis van Weiterstadt en duiden haar vingerafdrukken erop dat Klette aanwezig was bij een inzet van de Duitse antiterreureenheid GSG 9 in Bad Kleinen, op 27 juni 1993.
Nadat de RAF zich in 1998 officieel had opgeheven werd op 20 juli 1999 een geldtransport in Duisburg overvallen. Op de plaats van het delict werden speekselresten gevonden, die er op duidden dat Daniela Klette en Ernst-Volker Staub bij de overval betrokken waren. In verband met de overval zoekt de Duitse federale politie ook het vermoedelijk voormalig RAF-lid Burkhard Garweg.
In oktober 2007 bevestigde het Duits openbaar ministerie dat Klette samen met de voortvluchtige Staub en Garweg de bomaanslag op de gevangenis in Weiterstadt in 1993 had gepleegd. De drie verdachten werden geïdentificeerd aan de hand van DNA-sporen.
Klette zou samen met Staub en Garweg betrokken zijn bij een gewelddadige roofoverval op een geldtransport bij Bremen in juni 2015. De mislukte overval is vermoedelijk gepleegd door het drietal. Er zijn DNA-sporen van de drie ex-RAF-leden gevonden in de auto's die de daders hebben gebruikt.
Op maandagavond 26 februari 2024 werd Klette na een tip opgepakt in Berlijn-Kreuzberg. Ze huurde er een woning op de vijfde verdieping van een appartementencomplex en leidde een onopvallend leven. De RAF-verdachte bezat een vals Italiaans paspoort met de naam Claudia Ivone. Onderzoek van vingerafdrukken bevestigden haar echte identiteit. De recherche vond ook sporen van aanwezigheid van Staub en Garweg in haar huurwoning, maar zij blijven nog steeds voortvluchtig. Op 25 maart 2025 begon in de Duitse stad Celle het proces van Klette. De aanklacht luidt poging tot moord, roof, poging tot roof en verboden wapenbezit.